# Muzea w Pradze

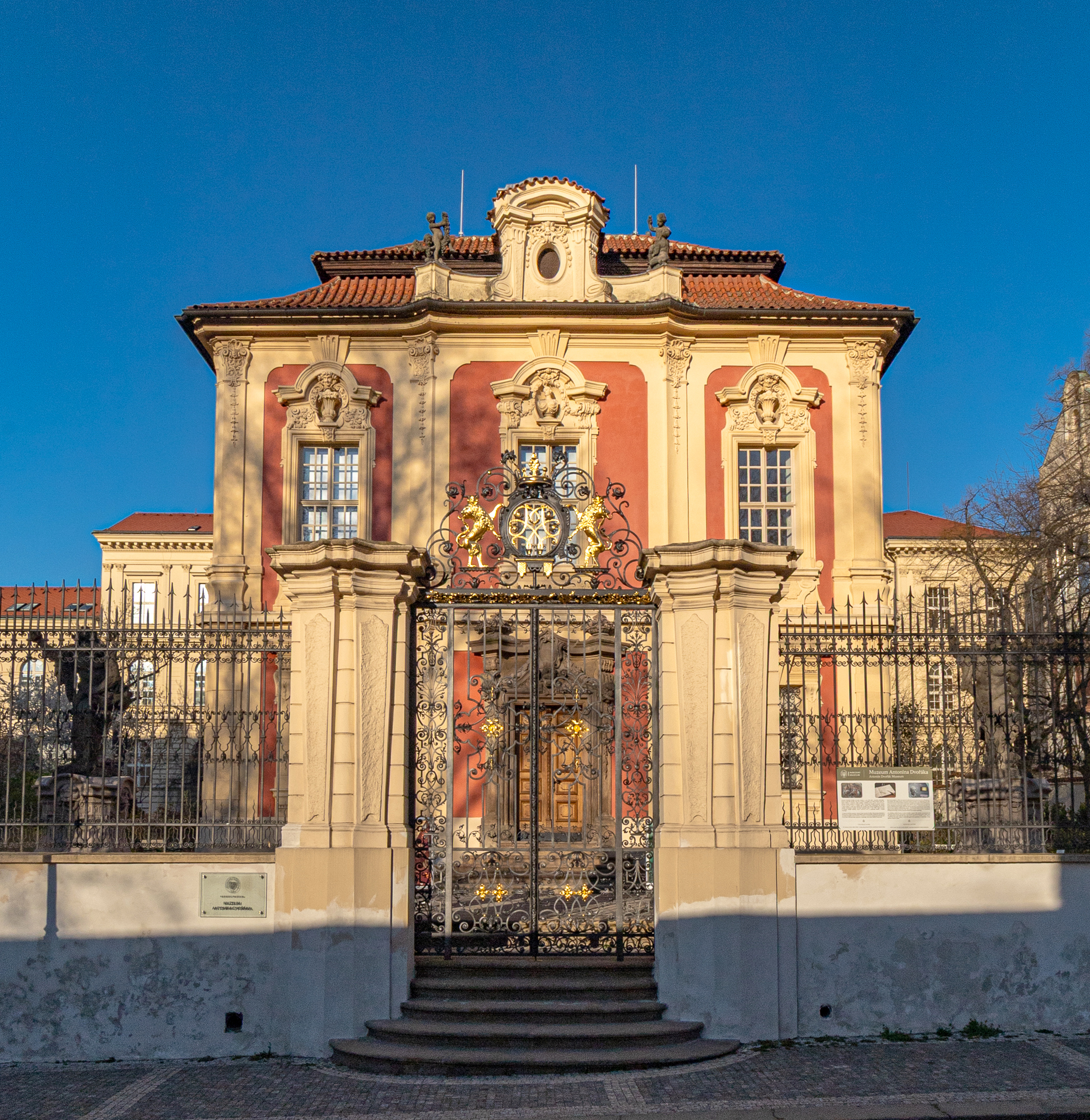
Muzeum Antonína Dvořáka

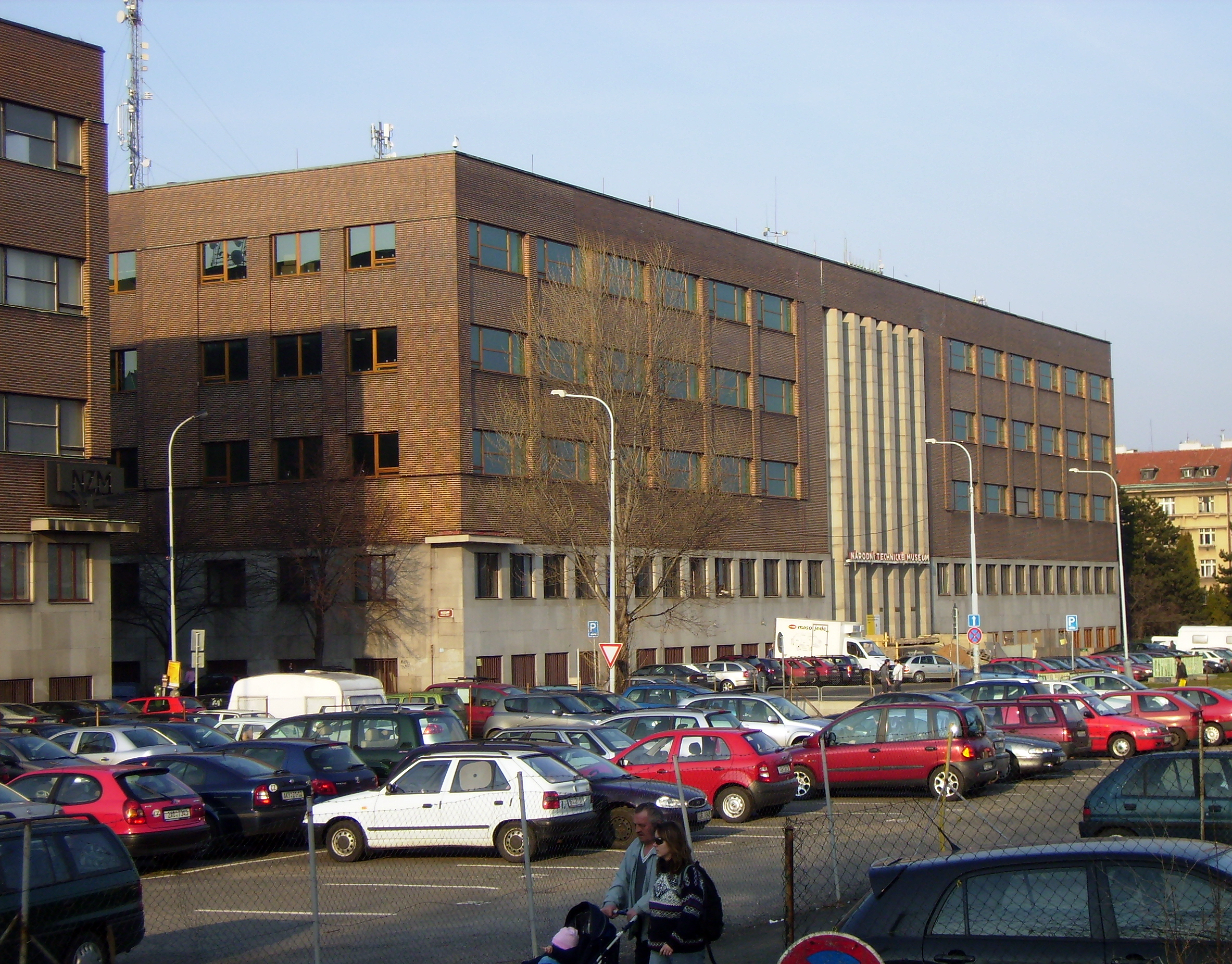
Narodowe Muzeum Techniki

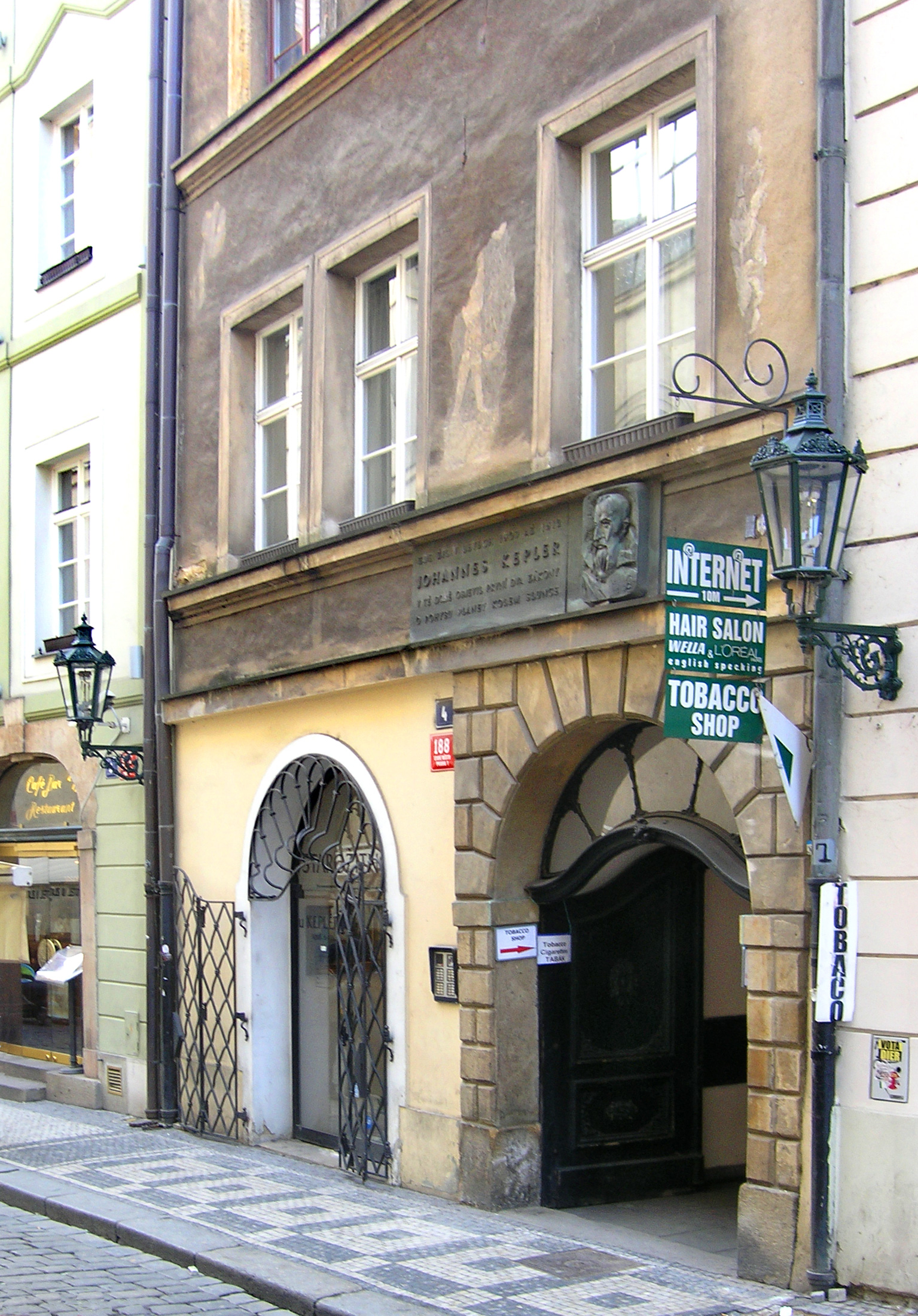
Muzeum Keplera

Na terenie Pragi funkcjonują następujące muzea:
| Muzeum                                              | Nazwa czeska                                               | Adres muzeum                                                         | Strona internetowa muzeum                        |
| --------------------------------------------------- | ---------------------------------------------------------- | -------------------------------------------------------------------- | ------------------------------------------------ |
| Muzeum Alfonsa Muchy                                | Muchovo muzeum                                             | Praga 1, ul. Panská 7                                                | http://www.mucha.cz/                             |
| Muzeum Antonína Dvořáka                             | Muzeum Antonína Dvořáka                                    | Praga 2, ul. Ke Karlovu 20                                           | www.nm.cz/ceske-muzeum-hudby/antonin-dvorak.php  |
| Muzeum Bedřicha Smetany                             | Muzeum Bedřicha Smetany                                    | Praga 1, ul. Novotného lávka 1                                       | www.nm.cz/ceske-muzeum-hudby/bedrich-smetana.php |
| Muzeum Kampa                                        | Muzeum Kampa                                               | Praga 1, ul. U Sovových mlýnů 2                                      | www.museumkampa.cz                               |
| Muzeum Keplera                                      | Keplerovo muzeum                                           | Praga 1, ul. Karlova 4                                               | www.keplerovomuzeum.cz                           |
| Muzeum Komenskiego                                  | Pedagogické muzeum Jana Amose Komenského                   | Praga 1, ul. Valdštejnska 20                                         |                                                  |
| Muzeum Czekolady                                    | Choco Story, Museum Čokolády                               | Praga 1, ul. Celetná 10                                              | www.choco-story-praha.cz                         |
| Muzeum Czeskiego Kubizmu Dom Pod Czarną Matką Boską | Muzeum českeho kubizmu, Dům U Černé Matky Boži             | Praga-Stare Miasto, Ovocný trh 19                                    |                                                  |
| Muzeum Czeskiej Muzyki                              | Muzeum ceske hudby                                         | Praga 1, ul. Karmelitská 2/4                                         |                                                  |
| Muzeum Figur Woskowych                              | Muzeum voskových figurín Vax Muzeum Praha                  | Praga-Stare Miasto, ul. Kájovská 68                                  |                                                  |
| Muzeum Franza Kafki                                 |                                                            |                                                                      |                                                  |
| Muzeum Historii Naturalnej                          | Přírodovědecké muzeum                                      | Praga 1, ul. Václavskie námesti 68                                   |                                                  |
| Muzeum Historyczna Apteka                           | Expozice historických lékáren                              | Praga 1, ul. Nerudova 32                                             |                                                  |
| Muzeum Komunizmu                                    |                                                            | Praga 1, Savarin Palace, Na příkopě10                                |                                                  |
| Muzeum Kultur Azji, Afryki i Ameryki                | Náprstkovo muzeum asijských, afrických a amerických kultur | Praga-Stare Miasto, Betlémskié nám. 1                                |                                                  |
| Muzeum Lalek                                        | Muzeum loutek                                              | Praga-Stare Miasto, ul. Karlova 12                                   |                                                  |
| Muzeum Lotnictwa Kbely                              | Letecké muzeum Kbely                                       | Praga 9 Kbely, ul. Mladoboleslavská                                  | www.vhu.cz                                       |
| Muzeum Maszyn Erotycznych                           | Muzeum mechanických erotických zařízení                    | ul. Melantrichova 18                                                 |                                                  |
| Muzeum Miejskie                                     | Muzeum hlavního města Prahy                                | Praga 8, ul. Na Poříčí 52                                            | www.muzeumprahy.cz                               |
| Muzeum Miniatur                                     |                                                            | Praga 1, ul. Strahovské nádvoří 10                                   |                                                  |
| Muzeum Narodowe                                     | Národní muzeum                                             | Praga 1, ul. Václavskie námesti 68                                   | www.nm.cz                                        |
| Muzeum Piśmiennictwa Narodowego                     | Památník národního písemnictví                             | Praga-Hradczany, klasztor na Strahovie, ul. Strahovské nádvoří 1/132 |                                                  |
| Muzeum Piwowarstwa U Fleků                          | Pivovarskié muzeum U Fleků                                 | Praga-Nowe Miasto, ul. Křemencova 11                                 |                                                  |
| Muzeum Pocztowe                                     | Poštovní a telekomunikační muzeum                          | Praga 1, ul. Nové Mlýny 2                                            | www.postovnimuzeum.cz                            |
| Muzeum Policji ČR                                   | Muzeum Policei ČR                                          | Praga 2, ul. Ke Karlovu 1                                            |                                                  |
| Muzeum Rzemiosła Artystycznego                      | Uměleckoprůmyslové museum                                  |                                                                      |                                                  |
| Muzeum Transportu Publicznego                       | Muzeum městské hromadné dopravy                            | Praga 6, ul. Patočkova 4                                             | www.dpp.cz/muzeum-mhd                            |
| Muzeum Tortur                                       |                                                            | Praga 1, pl. Křižovnické nám. 1/194                                  |                                                  |
| Muzeum Wolfganga Amadeusa Mozarta                   | Muzeum W.A. Mozarta a manželů Duškových                    | Praga 5, ul. Mozartova 169                                           | www.bertramka.com                                |
| Muzeum Zabawek                                      | Muzeum hraček                                              | Praga 1, Zamek Praski, ul. Jiřská 6                                  |                                                  |
| Muzeum Żydowskie                                    | Židovské muzeum v Praze                                    | Praga 1, ul. U Staré školy 1                                         | www.jewishmuseum.cz                              |
| Narodowe Muzeum Techniki                            | Národní technické muzeum                                   | Praga 7, ul. Kostelní 42                                             | www.ntm.cz                                       |
| Narodowe Muzeum Rolnictwa                           | Národní zemědělské muzeum                                  | Praga 7, ul. Kostelní 44                                             | www.nzm.cz/praha                                 |
|                                                     | Ekotechnické muzeum                                        | Praga 8, ul. Papírenská 6                                            | www.ekotechnickemuseum.cz                        |